# Gyóró
Gyóró ist eine ungarische Gemeinde im Kreis Kapuvár im Komitat Győr-Moson-Sopron.

## Geografische Lage
Gyóró liegt sechs Kilometer südlich der Stadt Kapuvár und vier Kilometer nordwestlich der Stadt Beled. Nachbargemeinden sind Himod und Cirák.

## Geschichte
Im Jahr 1913 gab es in der damaligen Kleingemeinde 91 Häuser und 740 Einwohner auf einer Fläche von 1697 Katastraljochen. Sie gehörte zu dieser Zeit zum Bezirk Kapuvár im Komitat Sopron.

## Sehenswürdigkeiten
- Römisch-katholische Kirche Nagyboldogasszony, erbaut 1794 im spätbarocken Stil, mit Fresken von István Dorfmeister
- Wassermühle (vízimalom), erbaut 1806, am Ufer der Répce gelegen

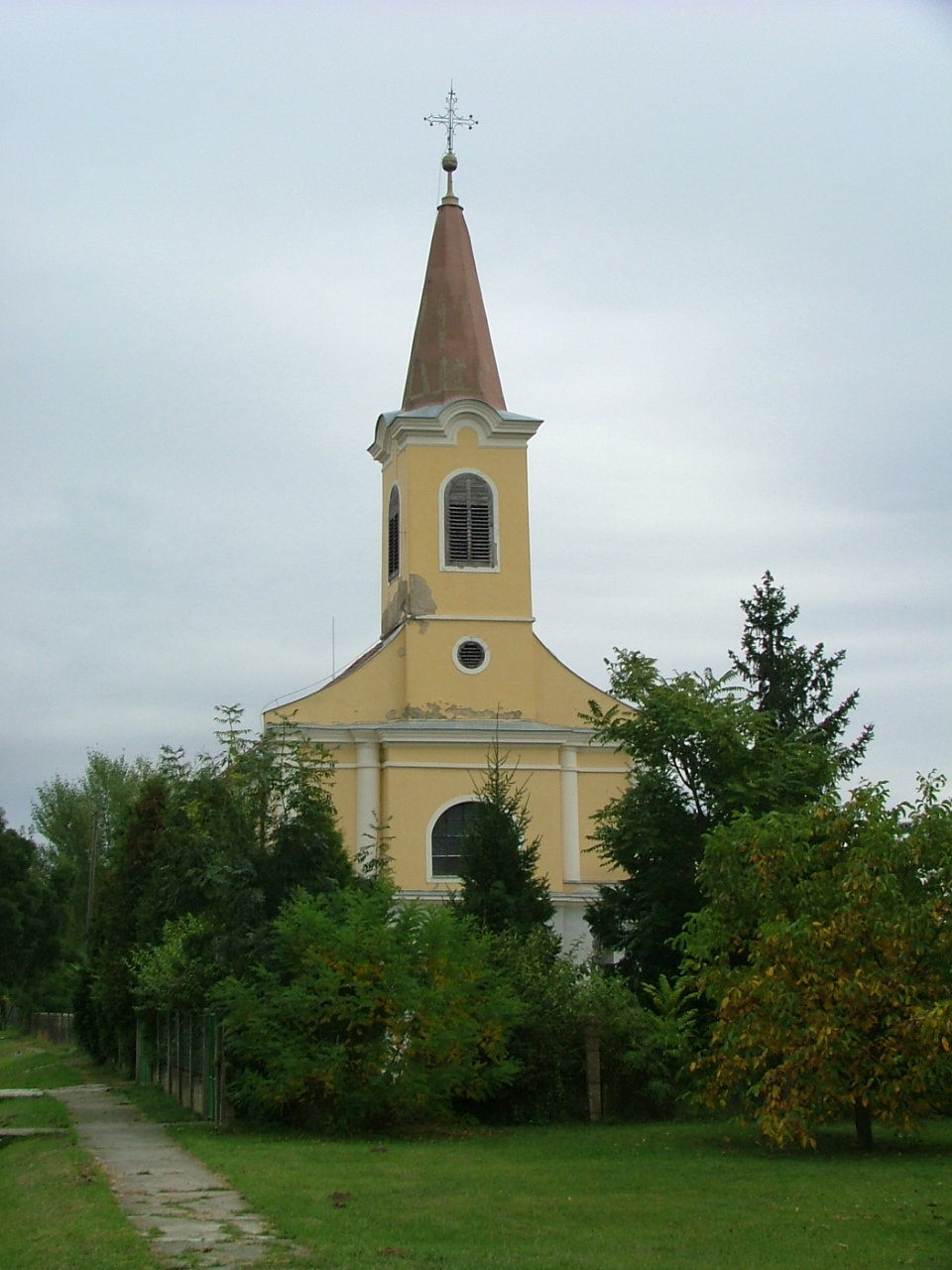
Röm.-kath. Kirche Nagyboldogasszony
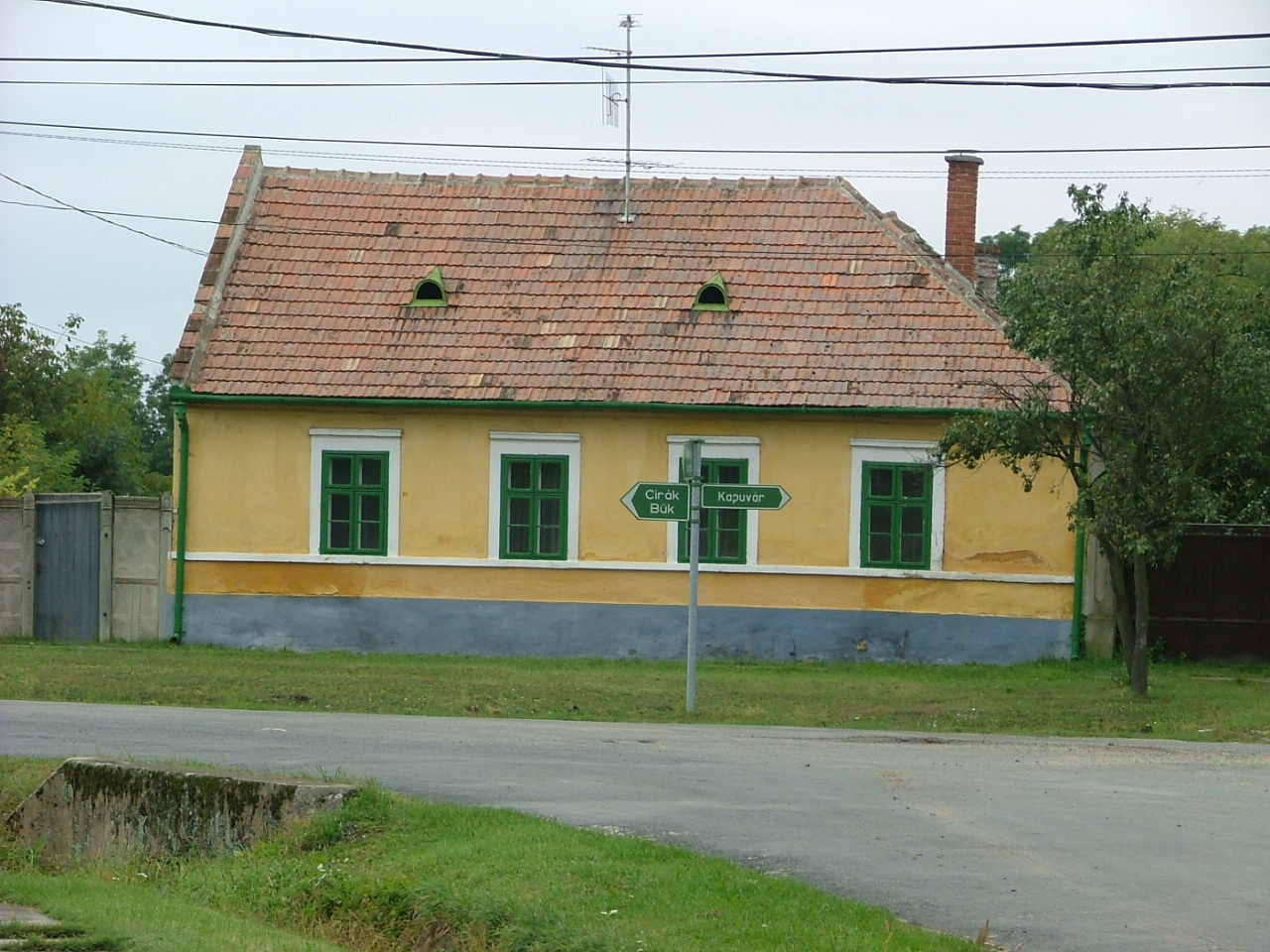
Straßenkreuzung in Gyóró

## Verkehr
In Gyóró treffen die Landstraßen Nr. 8603 und Nr. 8613 aufeinander. Die  nächstgelegenen Bahnhöfe befinden sich in Beled und in Kapuvár.